# Guillermo Barbieri
Guillermo Desiderio Barbieri (* 25. September 1894 in Buenos Aires; † 24. Juni 1935 in Medellín, Kolumbien) war ein argentinischer Tango-Gitarrist, Sänger und Komponist.

## Leben und Wirken
Barbieri spielte Anfang der 1910er Jahre in einem Trio mit dem Bandoneonisten Félix Rodríguez und dem Geiger Pedro Vallarino. Ab 1916 trat er mit Luciano Gardelli auf. 1921 wurde er Gitarrist des Duos Carlos Gardel und José Razzano. Er trat neben dem Gitarristen José Ricardo in Montevideo auf und begleitete das Duo 1923 bei einer Spanientournee. 1925 trennten sich Gardel und Razzano, und Gardel unternahm allein mit Ricardo eine Europatournee.
Nach Gardels Rückkehr 1926 schloss sich Barbieri ihm erneut an und begleitete ihn bis Ende 1931 bei seinen Tourneen. 1933 stellte Gardel in Buenos Aires zu seiner Begleitung ein Gitarrenquartett zusammen, dem neben Barbieri Horacio Pettorossi, Ángel Domingo Riverol und Julio Vivas angehörten. 1934 reiste Gardel mit Pettorossi nach Europa, während seine übrigen Gitarristen andere Sänger begleiteten. Anfang 1935 folgten Barbieri, Riverol and José María Aguilar ihm für eine erneute Tournee nach New York. Die Tournee fand ein Ende, als Gardel und seine Musiker am 24. Juni 1935 in Medellín mit einem Flugzeug abstürzten. Einzig Aguilar überlebte das Unglück.
Neben seiner Tätigkeit als Gitarrist war Barbieri einer der bedeutendsten Tangokomponisten seiner Zeit. Mehr als die Hälfte seiner Kompositionen schrieb er für Gardel.

## Kompositionen
- Olvidao (Text von Enrique Cadícamo)
- Tu abandono (Text von Alberto C. Moreno)
- Doña Rosario (Text von José Rial)
- Milagro (Text von Francisco Gorrindo)
- Trovas galanas (Text von Eugenio Cárdenas)
- Pa' lo que te va a durar (Text von Celedonio Flores)
- Anclao en París
- Barrio viejo
- Besos que matan
- Cruz de palo
- Dicha pasada
- La novia ausente
- El que atrasó el reloj
- Preparate p'al domingo
- Pobre amigo
- Pordioseros
- Quejas del alma
- Recordándote
- Resignate hermano (mit José Ricardo)
- Se llama mujer
- Tierra hermana
- Tus violetas
- Viejo smoking
- Rosa de otoño
- Tu vieja ventana
- Alicia